# Контарини, Маффео

герб Патриарха

Маффео Контарини (итал. Maffeo Contarini; умер 26 марта 1460, Венеция) — итальянский католический патриарх, из знатного венецианского рода Контарини.

## Биография
Маффео был избран патриархом Венеции 23 января 1456 года от  сената. 
Он умер 26 марта 1460 года и был похоронен в церкви монастыря в Сан-Джорджо-ин-Альга.